# Teatre romà de Cartago
El teatre romà de Cartago fou una construcció monumental romana a la nova ciutat de Cartago fundada a finals del segle i aC. El teatre no es va construir fins al començament del segle ii probablement sota Hadrià amb una capacitat per 6.000 espectadors. Es va utilitzar principalment marbre blanc. Tenia nombroses estàtues entre les quals dues de colossals que decoraven els nínxols del fons de l'escena. Fou reformat al segle iii i al segle iv i fou destruït pels vàndals el 439.
El teatre estava format per la càvea, l'orquestra i l'escena. La càvea o graderia tenia un diàmetre de 106 metres; el seu mur d'escena estava format per tres absis de tres nivells i l'escena es trobava a més de 50 metres.
Fou descobert l'octubre de 1988 i excavat i després restaurat fins al punt que avui dia es fa servir de marc per alguns actes culturals del Festival Internacional de Cartago (a partir de l'any 1967).